# Torneo Finalización 2018 (Colombia)
El Torneo Finalización 2018 fue la octogésima octava (88.a) edición de la Categoría Primera A del fútbol profesional colombiano, siendo el segundo torneo de la temporada 2018. El campeón de este torneo clasificó a la Copa Libertadores 2019 y a la Superliga 2019. Según el sistema de juego, el torneo se disputa en dos etapas: la fase regular de fechas todos contra todos y la fase final de eliminación directa.
Junior consiguió su octavo título en la máxima categoría del fútbol colombiano, luego de vencer en la final al Independiente Medellín. Tras ganar el encuentro de ida por 4-1 en el  estadio Metropolitano y perder en la vuelta en Medellín por un marcador de 3-1, saliendo victorioso el cuadro barranquillero por un marcador global de 5-4. 
En esta temporada, el fútbol colombiano cumplió 70 años desde la creación de la liga profesional en 1948.

## Sistema de juego
Igual al Torneo Apertura, el torneo se disputó en dos etapas: la fase regular de fechas todos contra todos (19 fechas) y la fase final de eliminación directa, y el sistema de promedio acumulado de los últimos tres años determinó los dos descensos a la Categoría Primera B al final del torneo.
El Torneo Finalización se jugó en cuatro fases para definir al campeón del certamen. En la fase inicial jugaron los equipos 19 jornadas todos contra todos. Los ocho primeros clasificados avanzaron a la siguiente instancia; estos jugaron los cuartos de final, donde los ocho equipos clasificados se dividieron en dos grupos para el sorteo: los cuatro equipos clasificados de primeros se sortearon cada uno con los cuatro restantes, y se jugaron partidos de ida y vuelta en cada llave. Al terminar la fase, los cuatro vencedores jugaron una serie de semifinales igualmente de ida y vuelta, y finalmente se jugó la final del torneo (en partidos de ida y vuelta); el equipo ganador del torneo, clasificó a la «Superliga» y a la «Copa Libertadores». En todas las fases finales jugó de local el partido de vuelta el equipo mejor ubicado en la reclasificación del Torneo Finalización.
- Fase todos contra todos: Sistema de liga donde se juegan los partidos de vuelta (los partidos de ida se jugaron en el Torneo Apertura).

- Fase final: Los 8 mejores equipos posicionados en la fase todos contra todos juegan rondas de eliminación directa, las llaves de cuartos de final son escogidas mediante sorteo.

- Gran final: Los 2 equipos vencedores de la fase anterior jugaron una "Gran final" en partidos de ida y vuelta por el título.

Nota: Existe una tabla de reclasificación en donde se lleva a cabo la sumatoria de puntos de los clubes en todos los partidos de los dos torneos de primera división: el Apertura y el Finalización (incluyendo fases finales).

## Equipos participantes

### Datos de los clubes
- El Estadio Deportivo Cali sufre una reducción en su capacidad debido a la instalación de silletería nueva.[6]

| Equipo                 | Entrenador            | Ciudad/Municipio | Estadio                        | Aforo  |
| ---------------------- | --------------------- | ---------------- | ------------------------------ | ------ |
| Alianza Petrolera      | César Torres          | Barrancabermeja  | Daniel Villa Zapata            | 10 400 |
| América de Cali        | Fernando Castro       | Cali             | Olímpico Pascual Guerrero      | 42 200 |
| Atlético Bucaramanga   | Flabio Torres         | Bucaramanga      | Alfonso López                  | 25 000 |
| Atlético Huila         | Dayron Pérez          | Neiva            | Guillermo Plazas Alcid         | 25 000 |
| Atlético Nacional      | Paulo Autuori         | Medellín         | Atanasio Girardot              | 48 700 |
| Boyacá Chicó           | Jhon Jaime Gómez      | Tunja            | La Independencia               | 20 630 |
| Deportes Tolima        | Alberto Gamero        | Ibagué           | Manuel Murillo Toro            | 36 000 |
| Deportivo Cali         | Gerardo Pelusso       | Cali             | Deportivo Cali                 | 42 000 |
| Deportivo Pasto        | Jairo Enríquez        | Pasto            | Departamental Libertad         | 25 000 |
| Envigado F. C.         | Eduardo Lara          | Envigado         | Polideportivo Sur              | 14 000 |
| Independiente Medellín | Octavio Zambrano      | Medellín         | Atanasio Girardot              | 48 700 |
| Jaguares               | John Jairo Bodmer     | Montería         | Jaraguay                       | 12 000 |
| Junior                 | Julio Comesaña        | Barranquilla     | Metropolitano Roberto Meléndez | 50 000 |
| La Equidad             | Luis Fernando Suárez  | Bogotá           | Metropolitano de Techo         | 10 000 |
| Itagüí Leones          | Luis Amaranto Perea   | Itagüi           | Metropolitano Ciudad de Itagüí | 12 000 |
| Millonarios            | Miguel Ángel Russo    | Bogotá           | Nemesio Camacho El Campín      | 40 000 |
| Once Caldas            | Hubert Bodhert        | Manizales        | Palogrande                     | 43 680 |
| Patriotas              | Diego Corredor        | Tunja            | La Independencia               | 20 630 |
| Rionegro Águilas       | Jorge Luis Bernal     | Rionegro         | Alberto Grisales               | 14 000 |
| Santa Fe               | Guillermo Sanguinetti | Bogotá           | Nemesio Camacho El Campín      | 40 000 |

#### Cambio de entrenadores
| Equipo                 | Entrenador saliente   | Fecha de salida          | Reemplazado por       | Fecha de llegada         |
| ---------------------- | --------------------- | ------------------------ | --------------------- | ------------------------ |
| Rionegro Águilas       | Hernán Torres         | 17 de mayo de 2018       | Jorge Luis Bernal     | 31 de mayo de 2018       |
| Atlético Bucaramanga   | Adolfo León Holguín   | 21 de mayo de 2018       | Carlos Mario Hoyos    | 21 de mayo de 2018       |
| Santa Fe               | Agustín Julio         | 23 de mayo de 2018       | Guillermo Sanguinetti | 12 de junio de 2018      |
| Independiente Medellín | Ismael Rescalvo       | 6 de junio de 2018       | Octavio Zambrano      | 15 de junio de 2018      |
| Deportivo Pasto        | Flabio Torres         | 6 de agosto de 2018      | Hernán Lisi           | 6 de agosto de 2018      |
| Atlético Bucaramanga   | Carlos Mario Hoyos    | 19 de agosto de 2018     | Flabio Torres         | 30 de agosto de 2018     |
| América de Cali        | Pedro Felício Santos  | 19 de agosto de 2018     | Fernando Castro       | 24 de agosto de 2018     |
| Envigado F. C.         | Rubén Bedoya          | 21 de agosto de 2018     | Eduardo Lara          | 25 de septiembre de 2018 |
| Itagüí Leones          | Juan Carlos Álvarez   | 24 de agosto de 2018     | Luis Amaranto Perea   | 27 de agosto de 2018     |
| Jaguares               | José Manuel Rodríguez | 29 de agosto de 2018     | Flavio Robatto        | 31 de agosto de 2018     |
| Atlético Nacional      | Jorge Almirón         | 30 de agosto de 2018     | Hernán Darío Herrera  | 30 de agosto de 2018     |
| Atlético Huila         | Néstor Craviotto      | 9 de septiembre de 2018  | Dayron Pérez          | 10 de septiembre de 2018 |
| Alianza Petrolera      | Juan Cruz Real        | 24 de septiembre de 2018 | César Torres          | 7 de octubre de 2018     |
| Deportivo Pasto        | Hernán Lisi           | 19 de octubre de 2018    | Jairo Enríquez        | 20 de octubre de 2018    |
| Jaguares               | Flavio Robatto        | 28 de octubre de 2018    | John Jairo Bodmer     | 30 de octubre de 2018    |
| Atlético Nacional      | Hernán Darío Herrera  | 2 de noviembre de 2018   | Paulo Autuori         | 2 de noviembre de 2018   |

### Localización
| Antioquia       | 5 | Atlético Nacional, Envigado F. C., Independiente Medellín, Itagüí Leones y Rionegro Águilas | Junior Jaguares Bucaramanga Alianza Envigado · I. Leones R. Águilas Caldas Huila · Tolima América Cali Pasto Bogotá Equipos de Bogotá: · La Equidad · Millonarios · Santa Fe · Tigres F. C. Medellín Equipos de Medellín: · Atlético Nacional · Independiente Medellín Tunja Equipos de Tunja: · Boyacá Chicó · Patriotas |
| Bogotá, D. C.   | 3 | La Equidad, Millonarios y Santa Fe                                                          | Junior Jaguares Bucaramanga Alianza Envigado · I. Leones R. Águilas Caldas Huila · Tolima América Cali Pasto Bogotá Equipos de Bogotá: · La Equidad · Millonarios · Santa Fe · Tigres F. C. Medellín Equipos de Medellín: · Atlético Nacional · Independiente Medellín Tunja Equipos de Tunja: · Boyacá Chicó · Patriotas |
| Boyacá          | 2 | Boyacá Chicó y Patriotas                                                                    | Junior Jaguares Bucaramanga Alianza Envigado · I. Leones R. Águilas Caldas Huila · Tolima América Cali Pasto Bogotá Equipos de Bogotá: · La Equidad · Millonarios · Santa Fe · Tigres F. C. Medellín Equipos de Medellín: · Atlético Nacional · Independiente Medellín Tunja Equipos de Tunja: · Boyacá Chicó · Patriotas |
| Santander       | 2 | Alianza Petrolera y Atlético Bucaramanga                                                    | Junior Jaguares Bucaramanga Alianza Envigado · I. Leones R. Águilas Caldas Huila · Tolima América Cali Pasto Bogotá Equipos de Bogotá: · La Equidad · Millonarios · Santa Fe · Tigres F. C. Medellín Equipos de Medellín: · Atlético Nacional · Independiente Medellín Tunja Equipos de Tunja: · Boyacá Chicó · Patriotas |
| Valle del Cauca | 2 | América de Cali y Deportivo Cali                                                            | Junior Jaguares Bucaramanga Alianza Envigado · I. Leones R. Águilas Caldas Huila · Tolima América Cali Pasto Bogotá Equipos de Bogotá: · La Equidad · Millonarios · Santa Fe · Tigres F. C. Medellín Equipos de Medellín: · Atlético Nacional · Independiente Medellín Tunja Equipos de Tunja: · Boyacá Chicó · Patriotas |
| Atlántico       | 1 | Junior                                                                                      | Junior Jaguares Bucaramanga Alianza Envigado · I. Leones R. Águilas Caldas Huila · Tolima América Cali Pasto Bogotá Equipos de Bogotá: · La Equidad · Millonarios · Santa Fe · Tigres F. C. Medellín Equipos de Medellín: · Atlético Nacional · Independiente Medellín Tunja Equipos de Tunja: · Boyacá Chicó · Patriotas |
| Caldas          | 1 | Once Caldas                                                                                 | Junior Jaguares Bucaramanga Alianza Envigado · I. Leones R. Águilas Caldas Huila · Tolima América Cali Pasto Bogotá Equipos de Bogotá: · La Equidad · Millonarios · Santa Fe · Tigres F. C. Medellín Equipos de Medellín: · Atlético Nacional · Independiente Medellín Tunja Equipos de Tunja: · Boyacá Chicó · Patriotas |
| Córdoba         | 1 | Jaguares                                                                                    | Junior Jaguares Bucaramanga Alianza Envigado · I. Leones R. Águilas Caldas Huila · Tolima América Cali Pasto Bogotá Equipos de Bogotá: · La Equidad · Millonarios · Santa Fe · Tigres F. C. Medellín Equipos de Medellín: · Atlético Nacional · Independiente Medellín Tunja Equipos de Tunja: · Boyacá Chicó · Patriotas |
| Huila           | 1 | Atlético Huila                                                                              | Junior Jaguares Bucaramanga Alianza Envigado · I. Leones R. Águilas Caldas Huila · Tolima América Cali Pasto Bogotá Equipos de Bogotá: · La Equidad · Millonarios · Santa Fe · Tigres F. C. Medellín Equipos de Medellín: · Atlético Nacional · Independiente Medellín Tunja Equipos de Tunja: · Boyacá Chicó · Patriotas |
| Nariño          | 1 | Deportivo Pasto                                                                             | Junior Jaguares Bucaramanga Alianza Envigado · I. Leones R. Águilas Caldas Huila · Tolima América Cali Pasto Bogotá Equipos de Bogotá: · La Equidad · Millonarios · Santa Fe · Tigres F. C. Medellín Equipos de Medellín: · Atlético Nacional · Independiente Medellín Tunja Equipos de Tunja: · Boyacá Chicó · Patriotas |
| Tolima          | 1 | Deportes Tolima                                                                             | Junior Jaguares Bucaramanga Alianza Envigado · I. Leones R. Águilas Caldas Huila · Tolima América Cali Pasto Bogotá Equipos de Bogotá: · La Equidad · Millonarios · Santa Fe · Tigres F. C. Medellín Equipos de Medellín: · Atlético Nacional · Independiente Medellín Tunja Equipos de Tunja: · Boyacá Chicó · Patriotas |

## Todos contra todos

### Tabla de posiciones
| Pos. | Equipo                 | PJ | PG | PE | PP | GF | GC | DG  | Pts. |
| ---- | ---------------------- | -- | -- | -- | -- | -- | -- | --- | ---- |
| 1.   | Deportes Tolima        | 19 | 12 | 3  | 4  | 34 | 22 | 12  | 39   |
| 2.   | Once Caldas            | 19 | 10 | 6  | 3  | 25 | 16 | 9   | 36   |
| 3.   | La Equidad             | 19 | 11 | 3  | 5  | 23 | 15 | 8   | 36   |
| 4.   | Atlético Bucaramanga   | 19 | 11 | 2  | 6  | 25 | 20 | 5   | 35   |
| 5.   | Independiente Medellín | 19 | 9  | 7  | 3  | 29 | 19 | 10  | 34   |
| 6.   | Junior                 | 19 | 9  | 5  | 5  | 32 | 17 | 15  | 32   |
| 7.   | Rionegro Águilas       | 19 | 9  | 5  | 5  | 21 | 19 | 2   | 32   |
| 8.   | Santa Fe               | 19 | 8  | 7  | 4  | 27 | 13 | 14  | 31   |
| 9.   | Atlético Nacional      | 19 | 8  | 6  | 5  | 27 | 20 | 7   | 30   |
| 10.  | Deportivo Cali         | 19 | 8  | 5  | 6  | 19 | 15 | 4   | 29   |
| 11.  | Millonarios            | 19 | 6  | 7  | 6  | 23 | 23 | 0   | 25   |
| 12.  | América de Cali        | 19 | 6  | 7  | 6  | 19 | 20 | –1  | 25   |
| 13.  | Envigado F. C.         | 19 | 5  | 5  | 9  | 20 | 28 | –8  | 20   |
| 14.  | Boyacá Chicó           | 19 | 5  | 5  | 9  | 19 | 28 | –9  | 20   |
| 15.  | Patriotas              | 19 | 5  | 5  | 9  | 17 | 26 | –9  | 20   |
| 16.  | Alianza Petrolera      | 19 | 6  | 1  | 12 | 22 | 33 | –11 | 19   |
| 17.  | Atlético Huila         | 19 | 4  | 6  | 9  | 13 | 22 | –9  | 18   |
| 18.  | Deportivo Pasto        | 19 | 3  | 6  | 10 | 11 | 21 | –10 | 15   |
| 19.  | Jaguares               | 19 | 3  | 5  | 11 | 13 | 29 | –16 | 14   |
| 20.  | Itagüí Leones          | 19 | 1  | 6  | 12 | 15 | 28 | –13 | 9    |

Fuente: Web oficial de Dimayor
|  |                                       |
|  | Clasificado a los cuartos de final.   |
|  | Eliminado.                            |
|  | Descenso a la Primera B por promedio. |

#### Evolución de la clasificación
| Equipo                 | Jornada | Jornada | Jornada | Jornada | Jornada | Jornada | Jornada | Jornada | Jornada | Jornada | Jornada | Jornada | Jornada | Jornada | Jornada | Jornada | Jornada | Jornada | Jornada |
| Equipo                 | 1       | 2       | 3       | 4       | 5       | 6       | 7       | 8       | 9       | 10      | 11      | 12      | 13      | 14      | 15      | 16      | 17      | 18      | 19      |
| ---------------------- | ------- | ------- | ------- | ------- | ------- | ------- | ------- | ------- | ------- | ------- | ------- | ------- | ------- | ------- | ------- | ------- | ------- | ------- | ------- |
| Deportes Tolima        | 2       | 2       | 6       | 7       | 5       | 4       | 3       | 3       | 3       | 2       | 1       | 1       | 1       | 2       | 1       | 1       | 2       | 5       | 1       |
| Once Caldas            | 3       | 3       | 4       | 3       | 2       | 2       | 2       | 2       | 2       | 1       | 2       | 2       | 2       | 3       | 2       | 4       | 3       | 3       | 2       |
| La Equidad             | 1       | 1       | 1       | 1       | 1       | 1       | 1       | 1       | 1       | 3       | 3       | 3       | 3       | 1       | 4       | 3       | 1       | 1       | 3       |
| Atlético Bucaramanga   | 10      | 13      | 18      | 14      | 15      | 14      | 12      | 11      | 13      | 11      | 8       | 7       | 5       | 4       | 3       | 2       | 5       | 2       | 4       |
| Independiente Medellín | 12      | 6       | 3       | 6       | 4       | 7       | 8       | 7       | 9       | 12      | 12      | 10      | 9       | 7       | 6       | 5       | 4       | 4       | 5       |
| Junior                 | 13      | 4       | 2       | 2       | 3       | 3       | 4       | 4       | 4       | 6       | 5       | 5       | 4       | 5       | 5       | 6       | 6       | 6       | 6       |
| Rionegro Águilas       | 4       | 7       | 7       | 5       | 9       | 6       | 6       | 8       | 7       | 5       | 4       | 4       | 6       | 6       | 8       | 8       | 8       | 8       | 7       |
| Santa Fe               | 15      | 17      | 17      | 9       | 10      | 11      | 11      | 10      | 8       | 7       | 6       | 9       | 7       | 8       | 10      | 11      | 10      | 9       | 8       |
| Atlético Nacional      | 16      | 9       | 10      | 11      | 8       | 5       | 5       | 6       | 5       | 4       | 7       | 6       | 8       | 9       | 7       | 7       | 7       | 7       | 9       |
| Deportivo Cali         | 8       | 8       | 8       | 4       | 6       | 9       | 7       | 9       | 6       | 8       | 9       | 8       | 10      | 10      | 9       | 10      | 9       | 10      | 10      |
| Millonarios            | 7       | 5       | 9       | 10      | 11      | 8       | 9       | 12      | 12      | 10      | 11      | 12      | 12      | 11      | 11      | 9       | 11      | 11      | 11      |
| América de Cali        | 5       | 10      | 11      | 12      | 14      | 15      | 14      | 13      | 11      | 9       | 10      | 11      | 11      | 12      | 13      | 12      | 12      | 12      | 12      |
| Envigado F. C.         | 9       | 12      | 13      | 16      | 18      | 18      | 19      | 19      | 17      | 18      | 18      | 17      | 16      | 16      | 16      | 16      | 16      | 14      | 13      |
| Boyacá Chicó           | 6       | 15      | 15      | 17      | 13      | 13      | 16      | 14      | 14      | 14      | 14      | 14      | 13      | 14      | 12      | 14      | 14      | 15      | 14      |
| Patriotas              | 14      | 16      | 16      | 15      | 17      | 12      | 13      | 15      | 16      | 15      | 15      | 16      | 14      | 15      | 15      | 15      | 15      | 13      | 15      |
| Alianza Petrolera      | 20      | 11      | 5       | 8       | 7       | 10      | 10      | 5       | 10      | 13      | 13      | 13      | 15      | 13      | 14      | 13      | 13      | 16      | 16      |
| Atlético Huila         | 11      | 14      | 14      | 18      | 19      | 19      | 20      | 20      | 20      | 20      | 20      | 20      | 18      | 18      | 19      | 18      | 18      | 17      | 17      |
| Deportivo Pasto        | 17      | 20      | 19      | 19      | 16      | 17      | 17      | 16      | 18      | 19      | 17      | 15      | 17      | 17      | 17      | 17      | 17      | 18      | 18      |
| Jaguares               | 18      | 19      | 12      | 13      | 12      | 16      | 15      | 17      | 15      | 16      | 16      | 18      | 19      | 19      | 18      | 19      | 19      | 19      | 19      |
| Itagüí Leones          | 19      | 18      | 20      | 20      | 20      | 20      | 18      | 18      | 19      | 17      | 19      | 19      | 20      | 20      | 20      | 20      | 20      | 20      | 20      |

### Resultados
- La hora de cada encuentro corresponde al huso horario que rige a Colombia (UTC-5)

Nota: Los horarios y partidos de televisión se definen la semana previa a cada jornada. Los canales Win Sports, RCN Televisión y RCN HD2 son los medios de difusión por televisión autorizados por la Dimayor para la transmisión por cable de todos los partidos de cada jornada.
| Alianza Petrolera    | 0 : 2 | La Equidad             | Daniel Villa Zapata       | 20 de julio | 17:00 | Win Sports |
| Deportivo Pasto      | 0 : 1 | Rionegro Águilas       | Departamental Libertad    | 21 de julio | 17:30 | Win Sports |
| Atlético Bucaramanga | 0 : 0 | Junior                 | Alfonso López             | 21 de julio | 18:00 | RCN        |
| Envigado F. C.       | 1 : 1 | Deportivo Cali         | Polideportivo Sur         | 21 de julio | 19:45 | Win Sports |
| Patriotas            | 0 : 0 | Santa Fe               | La Independencia          | 22 de julio | 15:00 | Win Sports |
| Jaguares             | 0 : 1 | Once Caldas            | Jaraguay                  | 22 de julio | 17:00 | Win Sports |
| Millonarios          | 2 : 2 | Boyacá Chicó           | Nemesio Camacho El Campín | 22 de julio | 17:15 | RCN        |
| Atlético Huila       | 0 : 0 | Independiente Medellín | Guillermo Plazas Alcid    | 24 de julio | 18:00 | Win Sports |
| América de Cali      | 1 : 0 | Leones                 | Olímpico Pascual Guerrero | 24 de julio | 20:00 | Win Sports |
| Atlético Nacional    | 1 : 2 | Deportes Tolima        | Atanasio Girardot         | 25 de julio | 19:45 | Win Sports |

| La Equidad             | 2 : 0 | Jaguares             | Metropolitano de Techo    | 27 de julio | 18:00 | Win Sports |
| Once Caldas            | 2 : 1 | Atlético Bucaramanga | Palogrande                | 27 de julio | 20:00 | Win Sports |
| Rionegro Águilas       | 1 : 1 | Envigado F. C.       | Alberto Grisales          | 28 de julio | 15:15 | Win Sports |
| Deportivo Cali         | 1 : 0 | Atlético Huila       | Deportivo Cali            | 28 de julio | 17:30 | Win Sports |
| Santa Fe               | 0 : 2 | Atlético Nacional    | Nemesio Camacho El Campín | 28 de julio | 18:00 | RCN        |
| Deportes Tolima        | 1 : 0 | América de Cali      | Manuel Murillo Toro       | 28 de julio | 19:45 | Win Sports |
| Junior                 | 3 : 0 | Deportivo Pasto      | Romelio Martínez          | 29 de julio | 17:15 | RCN        |
| Patriotas              | 0 : 2 | Millonarios          | La Independencia          | 29 de julio | 17:30 | Win Sports |
| Independiente Medellín | 2 : 0 | Boyacá Chicó         | Atanasio Girardot         | 29 de julio | 19:30 | Win Sports |
| Leones                 | 0 : 1 | Alianza Petrolera    | Metropolitano de Itagüí   | 30 de julio | 20:00 | Win Sports |

| Atlético Nacional    | 0 : 0 | Patriotas              | Atanasio Girardot         | 1 de agosto | 19:45 | Win Sports |
| Atlético Huila       | 2 : 2 | Rionegro Águilas       | Guillermo Plazas Alcid    | 4 de agosto | 16:00 | Win Sports |
| Atlético Bucaramanga | 0 : 2 | La Equidad             | Alfonso López             | 4 de agosto | 18:00 | Win Sports |
| Envigado F. C.       | 0 : 1 | Junior                 | Polideportivo Sur         | 4 de agosto | 18:00 | RCN        |
| Millonarios          | 0 : 1 | Independiente Medellín | Nemesio Camacho El Campín | 4 de agosto | 20:00 | Win Sports |
| Boyacá Chicó         | 1 : 1 | Deportivo Cali         | La Independencia          | 5 de agosto | 15:15 | Win Sports |
| América de Cali      | 0 : 0 | Santa Fe               | Olímpico Pascual Guerrero | 5 de agosto | 17:15 | RCN        |
| Deportivo Pasto      | 0 : 0 | Once Caldas            | Departamental Libertad    | 5 de agosto | 17:30 | Win Sports |
| Alianza Petrolera    | 4 : 2 | Deportes Tolima        | Daniel Villa Zapata       | 5 de agosto | 19:30 | Win Sports |
| Jaguares             | 2 : 0 | Leones                 | Jaraguay                  | 6 de agosto | 19:45 | Win Sports |

| Deportes Tolima   | 2 : 2 | Jaguares               | Manuel Murillo Toro       | 10 de agosto | 19:45 | Win Sports |
| Leones            | 0 : 1 | Atlético Bucaramanga   | Metropolitano de Itagüí   | 11 de agosto | 14:00 | Win Sports |
| Rionegro Águilas  | 1 : 0 | Boyacá Chicó           | Alberto Grisales          | 11 de agosto | 16:00 | Win Sports |
| Patriotas         | 0 : 0 | América de Cali        | La Independencia          | 11 de agosto | 18:00 | Win Sports |
| Santa Fe          | 4 : 0 | Alianza Petrolera      | Nemesio Camacho El Campín | 11 de agosto | 18:00 | RCN        |
| Deportivo Cali    | 3 : 2 | Independiente Medellín | Deportivo Cali            | 11 de agosto | 20:00 | Win Sports |
| La Equidad        | 1 : 0 | Deportivo Pasto        | Metropolitano de Techo    | 12 de agosto | 15:15 | Win Sports |
| Once Caldas       | 3 : 1 | Envigado F. C.         | Palogrande                | 12 de agosto | 17:30 | Win Sports |
| Junior            | 3 : 0 | Atlético Huila         | Romelio Martínez          | 12 de agosto | 19:30 | Win Sports |
| Atlético Nacional | 1 : 1 | Millonarios            | Atanasio Girardot         | 12 de agosto | 19:30 | RCN        |

| Alianza Petrolera      | 3 : 2 | Patriotas         | Daniel Villa Zapata       | 18 de agosto | 15:15 | Win Sports |
| América de Cali        | 0 : 2 | Atlético Nacional | Olímpico Pascual Guerrero | 18 de agosto | 17:30 | Win Sports |
| Boyacá Chicó           | 2 : 1 | Junior            | La Independencia          | 18 de agosto | 18:00 | RCN        |
| Atlético Bucaramanga   | 0 : 2 | Deportes Tolima   | Alfonso López             | 18 de agosto | 19:45 | Win Sports |
| Independiente Medellín | 1 : 0 | Rionegro Águilas  | Atanasio Girardot         | 19 de agosto | 16:00 | Win Sports |
| Millonarios            | 0 : 0 | Deportivo Cali    | Nemesio Camacho El Campín | 19 de agosto | 17:15 | RCN        |
| Atlético Huila         | 1 : 2 | Once Caldas       | Guillermo Plazas Alcid    | 19 de agosto | 18:00 | Win Sports |
| Jaguares               | 0 : 0 | Santa Fe          | Jaraguay                  | 19 de agosto | 20:00 | Win Sports |
| Envigado F. C.         | 0 : 1 | La Equidad        | Polideportivo Sur         | 20 de agosto | 17:30 | Win Sports |
| Deportivo Pasto        | 2 : 1 | Leones            | Departamental Libertad    | 21 de agosto | 19:30 | Win Sports |

| La Equidad        | 1 : 0 | Atlético Huila         | Metropolitano de Techo         | 24 de agosto | 18:00 | Win Sports |
| Atlético Nacional | 3 : 2 | Alianza Petrolera      | Atanasio Girardot              | 24 de agosto | 20:00 | Win Sports |
| Leones            | 1 : 1 | Envigado F. C.         | Metropolitano de Itagüí        | 25 de agosto | 14:00 | Win Sports |
| Santa Fe          | 1 : 1 | Atlético Bucaramanga   | Nemesio Camacho El Campín      | 25 de agosto | 16:00 | RCN        |
| Rionegro Águilas  | 2 : 0 | Deportivo Cali         | Alberto Grisales               | 25 de agosto | 16:00 | Win Sports |
| Once Caldas       | 3 : 1 | Boyacá Chicó           | Palogrande                     | 25 de agosto | 18:00 | Win Sports |
| América de Cali   | 0 : 2 | Millonarios            | Olímpico Pascual Guerrero      | 25 de agosto | 18:00 | RCN        |
| Junior            | 2 : 1 | Independiente Medellín | Metropolitano Roberto Meléndez | 25 de agosto | 20:00 | Win Sports |
| Patriotas         | 4 : 0 | Jaguares               | La Independencia               | 27 de agosto | 18:00 | Win Sports |
| Deportes Tolima   | 1 : 0 | Deportivo Pasto        | Manuel Murillo Toro            | 27 de agosto | 20:00 | Win Sports |

| Boyacá Chicó           | 0 : 1 | La Equidad        | La Independencia          | 1 de septiembre | 14:00 | Win Sports |
| Atlético Huila         | 2 : 3 | Leones            | Guillermo Plazas Alcid    | 1 de septiembre | 16:00 | Win Sports |
| Envigado F. C.         | 1 : 3 | Deportes Tolima   | Polideportivo Sur         | 1 de septiembre | 18:00 | Win Sports |
| Millonarios            | 1 : 1 | Rionegro Águilas  | Nemesio Camacho El Campín | 1 de septiembre | 18:00 | RCN        |
| Alianza Petrolera      | 2 : 2 | América de Cali   | Daniel Villa Zapata       | 1 de septiembre | 20:00 | Win Sports |
| Deportivo Pasto        | 1 : 1 | Santa Fe          | Departamental Libertad    | 2 de septiembre | 14:00 | Win Sports |
| Atlético Bucaramanga   | 2 : 1 | Patriotas         | Alfonso López             | 2 de septiembre | 16:00 | Win Sports |
| Independiente Medellín | 2 : 2 | Once Caldas       | Atanasio Girardot         | 2 de septiembre | 17:15 | RCN        |
| Jaguares               | 1 : 1 | Atlético Nacional | Jaraguay                  | 2 de septiembre | 18:00 | Win Sports |
| Deportivo Cali         | 1 : 0 | Junior            | Deportivo Cali            | 2 de septiembre | 20:00 | Win Sports |

| Leones            | 1 : 2 | Boyacá Chicó           | Metropolitano de Itagüí   | 4 de septiembre | 16:00 | Win Sports |
| Deportes Tolima   | 2 : 0 | Atlético Huila         | Manuel Murillo Toro       | 4 de septiembre | 18:00 | Win Sports |
| Alianza Petrolera | 3 : 2 | Millonarios            | Daniel Villa Zapata       | 4 de septiembre | 20:00 | Win Sports |
| Patriotas         | 1 : 1 | Deportivo Pasto        | La Independencia          | 5 de septiembre | 16:00 | Win Sports |
| Santa Fe          | 3 : 1 | Envigado F. C.         | Nemesio Camacho El Campín | 5 de septiembre | 18:00 | Win Sports |
| América de Cali   | 2 : 1 | Jaguares               | Olímpico Pascual Guerrero | 5 de septiembre | 18:00 | Win Sports |
| Atlético Nacional | 2 : 3 | Atlético Bucaramanga   | Atanasio Girardot         | 5 de septiembre | 20:00 | Win Sports |
| Junior            | 2 : 0 | Rionegro Águilas       | Romelio Martínez          | 6 de septiembre | 18:00 | Win Sports |
| Once Caldas       | 3 : 1 | Deportivo Cali         | Palogrande                | 6 de septiembre | 18:00 | Win Sports |
| La Equidad        | 1 : 1 | Independiente Medellín | Metropolitano de Techo    | 6 de septiembre | 20:00 | Win Sports |

| Jaguares               | 1 : 0 | Alianza Petrolera | Jaraguay                  | 8 de septiembre  | 15:15 | Win Sports |
| Boyacá Chicó           | 2 : 1 | Deportes Tolima   | La Independencia          | 8 de septiembre  | 17:30 | Win Sports |
| Atlético Bucaramanga   | 2 : 3 | América de Cali   | Alfonso López             | 8 de septiembre  | 18:00 | RCN        |
| Atlético Huila         | 0 : 1 | Santa Fe          | Guillermo Plazas Alcid    | 8 de septiembre  | 19:45 | Win Sports |
| Envigado F. C.         | 2 : 1 | Patriotas         | Polideportivo Sur         | 9 de septiembre  | 13:15 | Win Sports |
| Independiente Medellín | 1 : 1 | Leones            | Atanasio Girardot         | 9 de septiembre  | 15:15 | Win Sports |
| Deportivo Cali         | 3 : 0 | La Equidad        | Deportivo Cali            | 9 de septiembre  | 17:15 | RCN        |
| Deportivo Pasto        | 0 : 2 | Atlético Nacional | Departamental Libertad    | 9 de septiembre  | 17:30 | Win Sports |
| Millonarios            | 1 : 1 | Junior            | Nemesio Camacho El Campín | 9 de septiembre  | 19:30 | Win Sports |
| Rionegro Águilas       | 1 : 0 | Once Caldas       | Alberto Grisales          | 10 de septiembre | 18:00 | Win Sports |

| Patriotas         | 1 : 0 | Atlético Huila         | La Independencia          | 14 de septiembre | 20:00 | Win Sports |
| Leones            | 0 : 0 | Deportivo Cali         | Metropolitano de Itagüí   | 15 de septiembre | 14:00 | Win Sports |
| Jaguares          | 1 : 2 | Millonarios            | Jaraguay                  | 15 de septiembre | 16:00 | Win Sports |
| Santa Fe          | 2 : 0 | Boyacá Chicó           | Nemesio Camacho El Campín | 15 de septiembre | 18:00 | Win Sports |
| América de Cali   | 3 : 1 | Deportivo Pasto        | Olímpico Pascual Guerrero | 15 de septiembre | 18:00 | RCN        |
| Deportes Tolima   | 3 : 0 | Independiente Medellín | Manuel Murillo Toro       | 15 de septiembre | 20:00 | Win Sports |
| La Equidad        | 0 : 2 | Rionegro Águilas       | Metropolitano de Techo    | 16 de septiembre | 16:00 | Win Sports |
| Once Caldas       | 1 : 0 | Junior                 | Palogrande                | 16 de septiembre | 17:15 | RCN        |
| Alianza Petrolera | 1 : 2 | Atlético Bucaramanga   | Daniel Villa Zapata       | 16 de septiembre | 18:00 | Win Sports |
| Atlético Nacional | 3 : 1 | Envigado F. C.         | Atanasio Girardot         | 16 de septiembre | 20:00 | Win Sports |

| Atlético Bucaramanga   | 2 : 1 | Jaguares          | Alfonso López                  | 21 de septiembre | 18:00 | Win Sports |
| Boyacá Chicó           | 1 : 1 | Patriotas         | La Independencia               | 21 de septiembre | 20:00 | Win Sports |
| Junior                 | 3 : 1 | La Equidad        | Metropolitano Roberto Meléndez | 22 de septiembre | 15:15 | Win Sports |
| Rionegro Águilas       | 2 : 1 | Leones            | Alberto Grisales               | 22 de septiembre | 17:30 | Win Sports |
| Independiente Medellín | 2 : 2 | Santa Fe          | Atanasio Girardot              | 22 de septiembre | 18:00 | RCN        |
| Millonarios            | 2 : 2 | Once Caldas       | Nemesio Camacho El Campín      | 22 de septiembre | 19:45 | Win Sports |
| Deportivo Cali         | 0 : 1 | Deportes Tolima   | Deportivo Cali                 | 23 de septiembre | 17:15 | RCN        |
| Deportivo Pasto        | 2 : 1 | Alianza Petrolera | Departamental Libertad         | 23 de septiembre | 17:30 | Win Sports |
| Atlético Huila         | 1 : 0 | Atlético Nacional | Guillermo Plazas Alcid         | 23 de septiembre | 19:30 | Win Sports |
| Envigado F. C.         | 1 : 1 | América de Cali   | Polideportivo Sur              | 24 de septiembre | 19:45 | Win Sports |

| Patriotas            | 0 : 3 | Independiente Medellín | La Independencia          | 28 de septiembre | 20:00 | Win Sports |
| Leones               | 2 : 2 | Junior                 | Metropolitano de Itagüí   | 29 de septiembre | 14:00 | Win Sports |
| Deportes Tolima      | 1 : 1 | Rionegro Águilas       | Manuel Murillo Toro       | 29 de septiembre | 16:00 | Win Sports |
| Alianza Petrolera    | 1 : 2 | Envigado F. C.         | Daniel Villa Zapata       | 29 de septiembre | 18:00 | Win Sports |
| Santa Fe             | 0 : 2 | Deportivo Cali         | Nemesio Camacho El Campín | 29 de septiembre | 18:00 | RCN        |
| Atlético Bucaramanga | 2 : 1 | Millonarios            | Alfonso López             | 29 de septiembre | 20:00 | Win Sports |
| Jaguares             | 0 : 2 | Deportivo Pasto        | Jaraguay                  | 30 de septiembre | 15:15 | Win Sports |
| América de Cali      | 0 : 0 | Atlético Huila         | Olímpico Pascual Guerrero | 30 de septiembre | 17:15 | RCN        |
| Atlético Nacional    | 3 : 2 | Boyacá Chicó           | Atanasio Girardot         | 30 de septiembre | 17:30 | Win Sports |
| La Equidad           | 1 : 1 | Once Caldas            | Metropolitano de Techo    | 30 de septiembre | 19:30 | Win Sports |

| Atlético Huila         | 2 : 1 | Alianza Petrolera    | Guillermo Plazas Alcid         | 6 de octubre | 15:15 | Win Sports |
| Independiente Medellín | 2 : 1 | Atlético Nacional    | Atanasio Girardot              | 6 de octubre | 17:30 | Win Sports |
| Deportivo Cali         | 0 : 2 | Patriotas            | Deportivo Cali                 | 6 de octubre | 18:00 | RCN        |
| Rionegro Águilas       | 0 : 3 | Santa Fe             | Alberto Grisales               | 6 de octubre | 19:45 | Win Sports |
| Boyacá Chicó           | 2 : 1 | América de Cali      | La Independencia               | 7 de octubre | 17:15 | RCN        |
| Envigado F. C.         | 1 : 0 | Jaguares             | Polideportivo Sur              | 7 de octubre | 17:45 | Win Sports |
| Deportivo Pasto        | 0 : 1 | Atlético Bucaramanga | Departamental Libertad         | 7 de octubre | 19:45 | Win Sports |
| Once Caldas            | 0 : 0 | Leones               | Palogrande                     | 8 de octubre | 18:00 | Win Sports |
| Millonarios            | 2 : 3 | La Equidad           | Nemesio Camacho El Campín      | 8 de octubre | 20:00 | Win Sports |
| Junior                 | 4 : 3 | Deportes Tolima      | Metropolitano Roberto Meléndez | 9 de octubre | 19:30 | Win Sports |

| Patriotas            | 0 : 1 | Rionegro Águilas       | La Independencia          | 12 de octubre  | 16:00 | Win Sports |
| Jaguares             | 0 : 0 | Atlético Huila         | Jaraguay                  | 13 de octubre  | 15:15 | Win Sports |
| Alianza Petrolera    | 1 : 0 | Boyacá Chicó           | Daniel Villa Zapata       | 13 de octubre  | 17:30 | Win Sports |
| Santa Fe             | 2 : 2 | Junior                 | Nemesio Camacho El Campín | 13 de octubre  | 19:45 | Win Sports |
| Leones               | 0 : 1 | La Equidad             | Metropolitano de Itagüí   | 14 de octubre  | 15:15 | Win Sports |
| Atlético Nacional    | 0 : 0 | Deportivo Cali         | Atanasio Girardot         | 14 de octubre  | 17:15 | RCN        |
| Atlético Bucaramanga | 2 : 1 | Envigado F. C.         | Alfonso López             | 14 de octubre  | 17:30 | Win Sports |
| América de Cali      | 1 : 2 | Independiente Medellín | Olímpico Pascual Guerrero | 14 de octubre  | 19:30 | Win Sports |
| Deportivo Pasto      | 0 : 1 | Millonarios            | Departamental Libertad    | 15 de octubre  | 18:00 | RCN        |
| Deportes Tolima      | 3 : 0 | Once Caldas            | Manuel Murillo Toro       | 7 de noviembre | 19:30 | Win Sports |

| Atlético Huila         | 0 : 2 | Atlético Bucaramanga | Guillermo Plazas Alcid         | 17 de octubre | 16:00 | Win Sports |
| Junior                 | 4 : 0 | Patriotas            | Metropolitano Roberto Meléndez | 17 de octubre | 18:00 | Win Sports |
| La Equidad             | 0 : 1 | Deportes Tolima      | Metropolitano de Techo         | 17 de octubre | 18:00 | Win Sports |
| Independiente Medellín | 2 : 0 | Alianza Petrolera    | Atanasio Girardot              | 17 de octubre | 20:00 | Win Sports |
| Boyacá Chicó           | 1 : 0 | Jaguares             | La Independencia               | 17 de octubre | 20:00 | Win Sports |
| Once Caldas            | 1 : 0 | Santa Fe             | Palogrande                     | 17 de octubre | 20:00 | RCN        |
| Envigado F. C.         | 1 : 0 | Deportivo Pasto      | Polideportivo Sur              | 18 de octubre | 16:00 | Win Sports |
| Deportivo Cali         | 1 : 0 | América de Cali      | Deportivo Cali                 | 18 de octubre | 18:00 | Win Sports |
| Rionegro Águilas       | 1 : 3 | Atlético Nacional    | Alberto Grisales               | 18 de octubre | 20:00 | Win Sports |
| Millonarios            | 1 : 0 | Leones               | Nemesio Camacho El Campín      | 18 de octubre | 20:00 | Win Sports |

| Jaguares             | 0 : 2 | Independiente Medellín | Jaraguay                  | 20 de octubre | 15:15 | Win Sports |
| Atlético Bucaramanga | 3 : 0 | Boyacá Chicó           | Alfonso López             | 20 de octubre | 17:30 | Win Sports |
| Santa Fe             | 0 : 1 | La Equidad             | Nemesio Camacho El Campín | 20 de octubre | 18:00 | RCN        |
| Patriotas            | 1 : 0 | Once Caldas            | La Independencia          | 20 de octubre | 19:45 | Win Sports |
| Deportes Tolima      | 3 : 2 | Leones                 | Manuel Murillo Toro       | 21 de octubre | 14:00 | Win Sports |
| América de Cali      | 2 : 1 | Rionegro Águilas       | Olímpico Pascual Guerrero | 21 de octubre | 16:00 | Win Sports |
| Atlético Nacional    | 1 : 0 | Junior                 | Atanasio Girardot         | 21 de octubre | 17:15 | RCN        |
| Alianza Petrolera    | 2 : 0 | Deportivo Cali         | Daniel Villa Zapata       | 21 de octubre | 18:00 | Win Sports |
| Envigado F. C.       | 1 : 2 | Millonarios            | Polideportivo Sur         | 21 de octubre | 20:00 | Win Sports |
| Deportivo Pasto      | 0 : 0 | Atlético Huila         | Departamental Libertad    | 22 de octubre | 18:00 | Win Sports |

| Boyacá Chicó           | 1 : 1 | Deportivo Pasto      | La Independencia               | 26 de octubre | 18:00 | Win Sports |
| Leones                 | 0 : 2 | Santa Fe             | Metropolitano de Itagüí        | 27 de octubre | 14:00 | Win Sports |
| Deportivo Cali         | 4 : 0 | Jaguares             | Deportivo Cali                 | 27 de octubre | 16:00 | Win Sports |
| Millonarios            | 1 : 1 | Deportes Tolima      | Nemesio Camacho El Campín      | 27 de octubre | 18:00 | RCN        |
| Rionegro Águilas       | 1 : 0 | Alianza Petrolera    | Alberto Grisales               | 27 de octubre | 18:00 | Win Sports |
| Once Caldas            | 2 : 0 | Atlético Nacional    | Palogrande                     | 27 de octubre | 20:00 | Win Sports |
| La Equidad             | 4 : 0 | Patriotas            | Metropolitano de Techo         | 28 de octubre | 14:00 | Win Sports |
| Junior                 | 0 : 0 | América de Cali      | Metropolitano Roberto Meléndez | 28 de octubre | 17:15 | RCN        |
| Atlético Huila         | 2 : 1 | Envigado F. C.       | Guillermo Plazas Alcid         | 28 de octubre | 18:00 | Win Sports |
| Independiente Medellín | 2 : 0 | Atlético Bucaramanga | Atanasio Girardot              | 28 de octubre | 20:00 | Win Sports |

| Santa Fe             | 3 : 0 | Deportes Tolima        | Nemesio Camacho El Campín | 3 de noviembre | 15:15 | Win Sports |
| Envigado F. C.       | 1 : 0 | Boyacá Chicó           | Polideportivo Sur         | 3 de noviembre | 17:30 | Win Sports |
| Atlético Bucaramanga | 1 : 0 | Deportivo Cali         | Alfonso López             | 3 de noviembre | 18:00 | RCN        |
| Atlético Huila       | 1 : 0 | Millonarios            | Guillermo Plazas Alcid    | 3 de noviembre | 19:45 | Win Sports |
| Patriotas            | 2 : 1 | Leones                 | La Independencia          | 4 de noviembre | 14:00 | Win Sports |
| Jaguares             | 2 : 2 | Rionegro Águilas       | Jaraguay                  | 4 de noviembre | 16:00 | Win Sports |
| América de Cali      | 1 : 1 | Once Caldas            | Olímpico Pascual Guerrero | 4 de noviembre | 18:00 | Win Sports |
| Deportivo Pasto      | 1 : 1 | Independiente Medellín | Departamental Libertad    | 4 de noviembre | 20:00 | Win Sports |
| Atlético Nacional    | 0 : 0 | La Equidad             | Atanasio Girardot         | 5 de noviembre | 18:00 | RCN        |
| Alianza Petrolera    | 0 : 3 | Junior                 | Daniel Villa Zapata       | 5 de noviembre | 19:30 | Win Sports |

| Boyacá Chicó           | 2 : 2 | Atlético Huila       | La Independencia          | 9 de noviembre  | 19:45 | Win Sports |
| Deportes Tolima        | 2 : 1 | Patriotas            | Manuel Murillo Toro       | 10 de noviembre | 15:15 | Win Sports |
| Once Caldas            | 1 : 0 | Alianza Petrolera    | Palogrande                | 10 de noviembre | 17:30 | Win Sports |
| La Equidad             | 1 : 2 | América de Cali      | Metropolitano de Techo    | 10 de noviembre | 18:00 | RCN        |
| Independiente Medellín | 2 : 2 | Envigado F. C.       | Atanasio Girardot         | 10 de noviembre | 19:45 | Win Sports |
| Leones                 | 2 : 2 | Atlético Nacional    | Metropolitano de Itagüí   | 11 de noviembre | 17:30 | RCN        |
| Millonarios            | 0 : 3 | Santa Fe             | Nemesio Camacho El Campín | 11 de noviembre | 17:30 | Win Sports |
| Rionegro Águilas       | 1 : 0 | Atlético Bucaramanga | Alberto Grisales          | 11 de noviembre | 17:30 | Win Sports |
| Deportivo Cali         | 1 : 0 | Deportivo Pasto      | Deportivo Cali            | 11 de noviembre | 17:30 | Win Sports |
| Junior                 | 1 : 2 | Jaguares             | Romelio Martínez          | 11 de noviembre | 19:45 | Win Sports |

## Fase final

### Cuadro final
Para la segunda fase del torneo, los cuartos de final, clasificaron los mejores ocho ubicados en la tabla del Todos contra todos. Estos ocho equipos se dividieron en cuatro llaves: llave A, B, C y D, los ubicados del primer (1.°) al cuarto (4.°) puesto fueron ubicados respectivamente en dichas llaves, con la ventaja de que el juego de vuelta lo disputaron en condición de local. Los rivales de estos cuatro equipos salieron de los ubicados del quinto (5.°) al octavo (8.°) puesto, los cuales sortearon su ubicación en las llaves A, B, C y D. El sorteo que definió el cuadro de eliminación directa se realizó el 11 de noviembre.
|  | Cuartos de final       | Cuartos de final       | Cuartos de final      |   |                 | Semifinales           | Semifinales           | Semifinales           |  |  | Final                  | Final               | Final               |
|  | 14 al 18 de noviembre  | 14 al 18 de noviembre  | 14 al 18 de noviembre |   |                 | 21 al 25 de noviembre | 21 al 25 de noviembre | 21 al 25 de noviembre |  |  | 8 y 16 de diciembre    | 8 y 16 de diciembre | 8 y 16 de diciembre |
|  |                        |                        |                       |   |                 |                       |                       |                       |  |  |                        |                     |                     |
|  | Deportes Tolima (p.)   | 2                      | 0 (4)                 |   |                 |                       |                       |                       |  |  |                        |                     |                     |
|  | Santa Fe               | 1                      | 1 (3)                 |   |                 |                       |                       |                       |  |  |                        |                     |                     |
|  | Santa Fe               | 1                      | 1 (3)                 |   | Deportes Tolima | 2                     | 0                     |                       |  |  |                        |                     |                     |
|  |                        |                        |                       |   | Deportes Tolima | 2                     | 0                     |                       |  |  |                        |                     |                     |
|  |                        | Independiente Medellín | 2                     | 2 |                 |                       |                       |                       |  |  |                        |                     |                     |
|  | Atlético Bucaramanga   | Independiente Medellín | 2                     | 2 | 0               | 2                     |                       |                       |  |  |                        |                     |                     |
|  | Atlético Bucaramanga   |                        |                       |   | 0               | 2                     |                       |                       |  |  |                        |                     |                     |
|  | Independiente Medellín | 3                      | 0                     |   |                 |                       |                       |                       |  |  |                        |                     |                     |
|  |                        |                        |                       |   |                 |                       |                       |                       |  |  | Independiente Medellín | 1                   | 3                   |
|  |                        |                        | Junior                | 4 | 1               |                       |                       |                       |  |  |                        |                     |                     |
|  | La Equidad             | 0                      | 0                     |   |                 |                       |                       |                       |  |  |                        |                     |                     |
|  | Junior                 | 1                      | 0                     |   |                 |                       |                       |                       |  |  |                        |                     |                     |
|  | Junior                 | 1                      | 0                     |   | Junior          | 3                     | 1                     |                       |  |  |                        |                     |                     |
|  |                        |                        |                       |   | Junior          | 3                     | 1                     |                       |  |  |                        |                     |                     |
|  |                        | Rionegro Águilas       | 2                     | 1 |                 |                       |                       |                       |  |  |                        |                     |                     |
|  | Once Caldas            | Rionegro Águilas       | 2                     | 1 | 0               | 1                     |                       |                       |  |  |                        |                     |                     |
|  | Once Caldas            |                        |                       |   | 0               | 1                     |                       |                       |  |  |                        |                     |                     |
|  | Rionegro Águilas       | 1                      | 1                     |   |                 |                       |                       |                       |  |  |                        |                     |                     |

- Nota : El equipo ubicado en la primera línea de cada llave es el que ejerce la localía en el partido de vuelta.
- En adelante, la hora de cada encuentro corresponde a la hora legal de Colombia (UTC-5).

### Cuartos de final
| 14 de noviembre de 2018, 20:00 | Santa Fe   | 1:2 (0:2) | Deportes Tolima        | Estadio Nemesio Camacho El Campín, Bogotá                 |                                                           |
|                                | Morelo 61' | Reporte   | Cataño 13' · Pérez 29' | Asistencia: 11 122 espectadores Árbitro(s): Nicolás Gallo | Asistencia: 11 122 espectadores Árbitro(s): Nicolás Gallo |

| 17 de noviembre de 2018, 20:00 | Deportes Tolima                          | 0:1 (0:1) (4:3 p.)         | Santa Fe                                         | Estadio Manuel Murillo Toro, Ibagué                          |                                                              |
|                                |                                          | Reporte                    | Arboleda 19'                                     | Asistencia: 30 000 espectadores Árbitro(s): Bismark Santiago | Asistencia: 30 000 espectadores Árbitro(s): Bismark Santiago |
|                                |                                          | Tiros desde el punto penal |                                                  |                                                              |                                                              |
|                                | Carrascal · Orozco · Albornoz · Banguero |                            | Morelo · Guastavino · Balanta · Gordillo · Henao |                                                              |                                                              |

| 14 de noviembre de 2018, 20:00 | Independiente Medellín               | 3:0 (2:0) | Atlético Bucaramanga | Estadio Atanasio Girardot, Medellín                      |                                                          |
|                                | Caicedo 4' · Ricaurte 32' · Cano 61' | Reporte   |                      | Asistencia: 24 600 espectadores Árbitro(s): Luis Sánchez | Asistencia: 24 600 espectadores Árbitro(s): Luis Sánchez |

| 17 de noviembre de 2018, 18:00 | Atlético Bucaramanga    | 2:0 (1:0) | Independiente Medellín | Estadio Alfonso López, Bucaramanga                          |                                                             |
|                                | Rovira 18' · Rangel 60' | Reporte   |                        | Asistencia: 27 956 espectadores Árbitro(s): Gustavo Murillo | Asistencia: 27 956 espectadores Árbitro(s): Gustavo Murillo |

| 15 de noviembre de 2018, 19:00 | Rionegro Águilas | 1:0 (0:0) | Once Caldas | Estadio Alberto Grisales, Rionegro                       |                                                          |
|                                | Arango 63'       | Reporte   |             | Asistencia: 3 200 espectadores Árbitro(s): Mario Herrera | Asistencia: 3 200 espectadores Árbitro(s): Mario Herrera |

| 18 de noviembre de 2018, 17:15 | Once Caldas | 1:1 (1:1) | Rionegro Águilas | Estadio Palogrande, Manizales                           |                                                         |
|                                | Gómez 39'   | Reporte   | Velázquez 44'    | Asistencia: 9 419 espectadores Árbitro(s): Luis Sánchez | Asistencia: 9 419 espectadores Árbitro(s): Luis Sánchez |

| 15 de noviembre de 2018, 20:00 | Junior   | 1:0 (0:0) | La Equidad | Estadio Metropolitano Roberto Meléndez, Barranquilla      |                                                           |
|                                | Díaz 81' | Reporte   |            | Asistencia: 25 388 espectadores Árbitro(s): Wilmar Roldán | Asistencia: 25 388 espectadores Árbitro(s): Wilmar Roldán |

| 18 de noviembre de 2018, 19:30 | La Equidad | 0:0     | Junior | Estadio Metropolitano de Techo, Bogotá                     |                                                            |
|                                |            | Reporte |        | Asistencia: 4 979 espectadores Árbitro(s): Carlos Betancur | Asistencia: 4 979 espectadores Árbitro(s): Carlos Betancur |

### Semifinales
| 21 de noviembre de 2018, 19:00 | Independiente Medellín   | 2:2 (0:1) | Deportes Tolima                 | Estadio Atanasio Girardot, Medellín                         |                                                             |
|                                | Angulo 47' · Caicedo 53' | Reporte   | Pérez 7' · Carrascal 90' (pen.) | Asistencia: 29 877 espectadores Árbitro(s): Carlos Betancur | Asistencia: 29 877 espectadores Árbitro(s): Carlos Betancur |

| 25 de noviembre de 2018, 19:30 | Deportes Tolima | 0:2 (0:0) | Independiente Medellín | Estadio Manuel Murillo Toro, Ibagué                      |                                                          |
|                                |                 | Reporte   | Cano 58' · Caicedo 75' | Asistencia: 35 000 espectadores Árbitro(s): Luis Sánchez | Asistencia: 35 000 espectadores Árbitro(s): Luis Sánchez |

| 22 de noviembre de 2018, 19:45 | Rionegro Águilas                | 2:3 (0:0) | Junior                      | Estadio Alberto Grisales, Rionegro                      |                                                         |
|                                | Ramírez 86' · Osorio 88' (pen.) | Reporte   | Díaz 49', 69' · Barrera 52' | Asistencia: 7 200 espectadores Árbitro(s): Andrés Rojas | Asistencia: 7 200 espectadores Árbitro(s): Andrés Rojas |

| 25 de noviembre de 2018, 17:15 | Junior      | 1:1 (1:0) | Rionegro Águilas | Estadio Metropolitano Roberto Meléndez, Barranquilla      |                                                           |
|                                | Sánchez 18' | Reporte   | Muñoz 46'        | Asistencia: 19 036 espectadores Árbitro(s): Mario Herrera | Asistencia: 19 036 espectadores Árbitro(s): Mario Herrera |

### Final
| 8 de diciembre de 2018, 19:00 | Junior                                                     | 4:1 (0:0) | Independiente Medellín | Estadio Metropolitano Roberto Meléndez, Barranquilla        |                                                             |
|                               | Díaz 49' · Sánchez 55' · T. Gutiérrez 80' · Piedrahíta 88' | Reporte   | Cano 65'               | Asistencia: 47 698 espectadores Árbitro(s): John Hinestroza | Asistencia: 47 698 espectadores Árbitro(s): John Hinestroza |

| 16 de diciembre de 2018, 16:30 | Independiente Medellín     | 3:1 (1:0) | Junior       | Estadio Atanasio Girardot, Medellín |                             |
|                                | Castro 44', 55' · Cano 79' | Reporte   | González 70' | Árbitro(s): Carlos Betancur         | Árbitro(s): Carlos Betancur |

|                           |
| Bandera de Colombia       |
| Campeón Junior 8.º título |

## Estadísticas

### Goleadores
| Jugador                                        | Equipos                | Goles | PJ | Media |
| ---------------------------------------------- | ---------------------- | ----- | -- | ----- |
| Germán Cano                                    | Independiente Medellín | 20    | 25 | 0.8   |
| Marco Pérez                                    | Deportes Tolima        | 17    | 22 | 0.77  |
| Michael Rangel                                 | Atlético Bucaramanga   | 11    | 21 | 0.53  |
| Dayro Moreno                                   | Atlético Nacional      | 10    | 12 | 0.83  |
| Carlos Peralta                                 | La Equidad             | 10    | 16 | 0.71  |
| Diego Valdés                                   | Boyacá Chicó           | 10    | 17 | 0.59  |
| Luis Díaz                                      | Junior                 | 10    | 18 | 0.56  |
| David Lemos                                    | Once Caldas            | 8     | 13 | 0.62  |
| César Arias                                    | Alianza Petrolera      | 8     | 16 | 0.5   |
| Wilson Morelo                                  | Santa Fe               | 7     | 16 | 0.44  |
| Última actualización: 16 de diciembre de 2018. |                        |       |    |       |

Fuente: Web oficial de Dimayor

### Asistentes
| Jugador                                        | Equipos                | Asistencias |
| ---------------------------------------------- | ---------------------- | ----------- |
| Luis González                                  | Deportes Tolima        | 7           |
| Andrés Ricaurte                                | Independiente Medellín | 7           |
| Jarlan Barrera                                 | Junior                 | 6           |
| Teófilo Gutiérrez                              | Junior                 | 6           |
| Yohandry Orozco                                | Deportes Tolima        | 6           |
| Juan Pablo Nieto                               | Once Caldas            | 6           |
| Sherman Cárdenas                               | Atlético Bucaramanga   | 6           |
| Michael Rangel                                 | Atlético Bucaramanga   | 6           |
| Hansel Zapata                                  | La Equidad             | 5           |
| Diego Guastavino                               | Santa Fe               | 5           |
| Última actualización: 11 de noviembre de 2018. |                        |             |

Fuente: Web oficial de World Football

### Anotaciones destacadas
| 11 de noviembre | Wilson Morelo | 3 | Santa Fe | 3:0 | Millonarios |

## Clasificación a torneos internacionales
| Clasificado como | Copa Libertadores 2019 | Copa Sudamericana 2019 |
| ---------------- | ---------------------- | ---------------------- |
| Colombia 1       | Deportes Tolima        | Once Caldas            |
| Colombia 2       | Junior                 | La Equidad             |
| Colombia 3       | Independiente Medellín | Rionegro Águilas       |
| Colombia 4       | Atlético Nacional      | Deportivo Cali         |

## Cambios de categoría al final de temporada
| Ascenso | Cúcuta Deportivo Unión Magdalena |

| Descenso | Boyacá Chicó Itagüí Leones |